# Perdusenia
Perdusenia là một chi rêu trong họ Geocalycaceae.